# Котовенко Павло Іванович
Павло Іванович Котовенко (нар. 25 березня 1979, Львів, УРСР) — український футболіст та тренер, виступав на позиції півзахисника.

## Кар'єра гравця
Вихованець львівського футболу. Дорослу футбольну кар'єру розпочав 1996 року у футболці ФК «Львів». Перебував на контракті у «Карпат», проте зіграв лише 1 поєдинок у Другій лізі за «Карпати-2». Потім знову захищав кольори «Львова». У 2001 році виїхав до Росії, де підписав контракт з волгоградським «Ротором». У 2004 році виступав в оренді за інший російський клуб — «Мордовія-Лісма». Наступного року повернувся в Україну, виступав за «Газовик-Скалу» та «Оболонь».
З 2009 році грав на аматорському рівні, захищав кольори «Берегвідейку», «Кар'єр» (Торчиновичі), «Куликів», «Стандарт» (Артасів), «Шахтар» (Червоноград) та СКК «Демня».

## Кар'єра тренера
Ще будучи гравцем розпочав тренерську діяльність. З жовтня й до кінця 2008 року працював головним тренером львівської «Галичини». У 2013 році був граючим головним тренером червоноградського «Шахтаря». У 2014 році очолив СКК «Демня», працював також у тренерському штабі клубу та на посаді спортивного директора. З червня 2018 року працює в тренерському штабі луцької «Волині».